# Azzone
Azzone (lombardul: Sù) település Olaszországban, Lombardia régióban, Bergamo megyében. Lakosainak száma 359 fő (2023. január 1.). Azzone Vilminore di Scalve, Schilpario, Colere, Angolo Terme és Borno községekkel határos.

## Népesség
A település népességének változása:
| Lakosok száma | 400  | 387  | 359  |
|               | 2017 | 2018 | 2023 |